# Graeme Shinnie
Graeme Shinnie (4 augustus 1991) is een Schotse voetballer (verdediger) die sinds 2009 voor de Schotse eersteklasser Inverness CT uitkomt. 
Shinnie maakte zijn debuut voor de club op 1 augustus 2009 in de Scottish League Cup. Hij speelde zijn eerstecompetitiewedstrijd op 26 september 2009.
Zijn oudere broer, Andrew, speelt ook voor Inverness.
1 Lewis ·
2 Logan ·
3 Shinnie  ·
4 Considine ·
5 McKenna ·
6 Reynolds ·
7 Forrester ·
8 Gleeson ·
9 Wilson ·
10 McGinn ·
11 Mackay-Steven ·
14 Tansey ·
15 Wright ·
16 Cosgrove ·
17 May ·
18 Devlin ·
19 Ferguson ·
20 Černý ·
21 Ball ·
23 Ross ·
24 Campbell ·
25 Anderson ·
27 McLennan ·
28 Hoban ·
29 Lowe ·
Coach: McInnes